# Jeremy Linn
Jeremy Linn (Estados Unidos, 6 de enero de 1975) es un nadador estadounidense retirado especializado en pruebas de estilo braza, donde consiguió ser subcampeón olímpico en 1996 en los 100 metros.

## Carrera deportiva
En los Juegos Olímpicos de Atlanta 1996 ganó la medalla de plata en los 100 metros braza, con un tiempo de 1:00.77 segundos, tras el belga Fred Deburghgraeve y por delante el alemán Mark Warnecke; además contribuyó a que el equipo estadounidense ganase el oro en los relevos de 4x100 metros estilos, por delante de Rusia y Australia (bronce).